# Swedenball
Swedenball (рус. Свиденболл / Швецияболл / Швецияшар) — второстепенный персонаж Countryballs.

## Образ

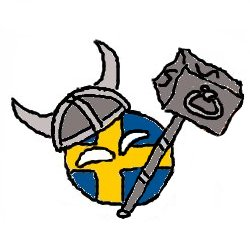
Швеция в образе викинга

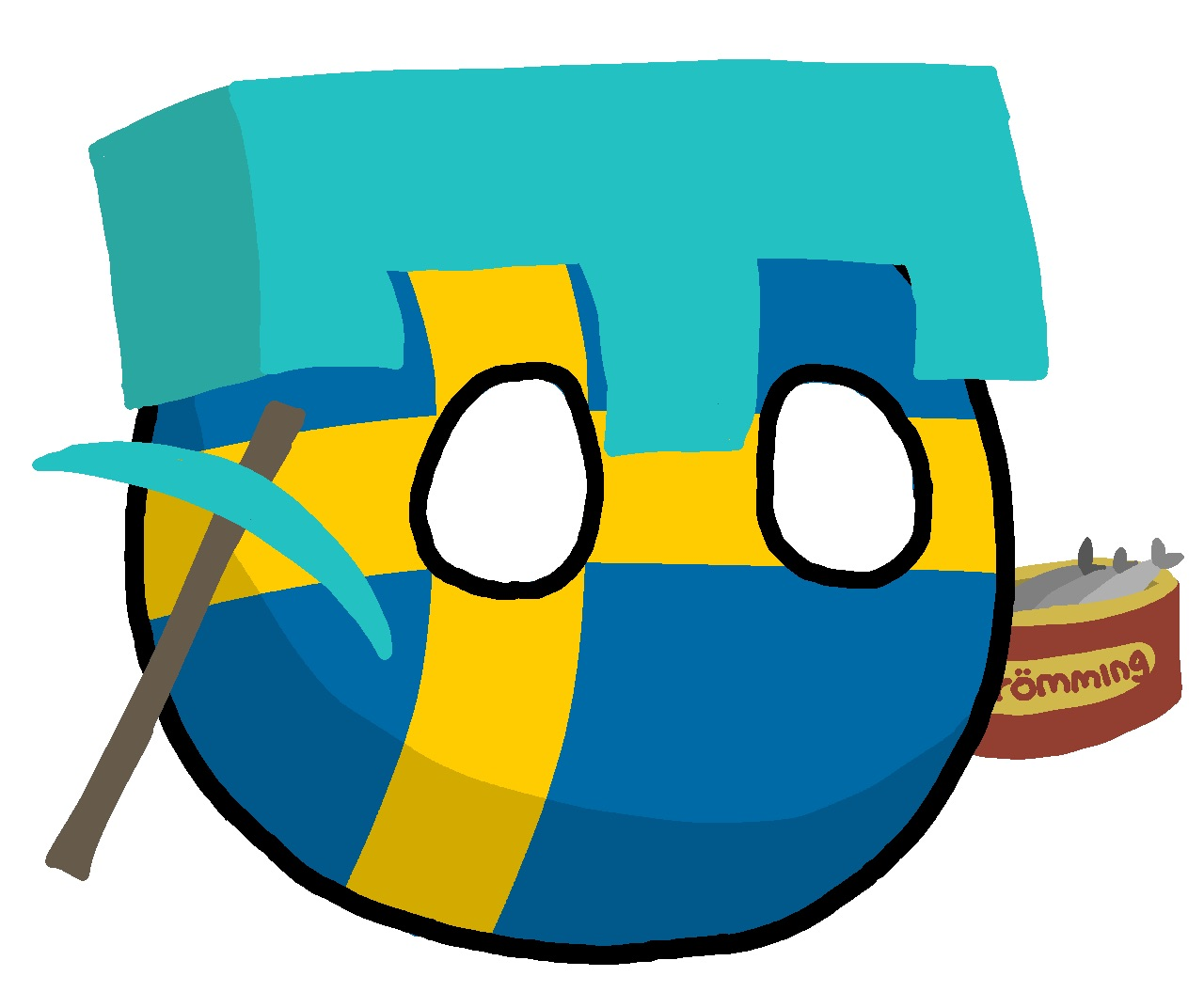
Швеция иногда может носить алмазную броню и иметь при себе кирку или меч из Minecraft. На этом рисунке Swedenball показан с алмазным шлемом, киркой и сюрстрёммингом

В комиксах жанра в Швеции может прослеживаться доминирование эпохи викингов, что характеризуется её головным убором, и современный шведский нейтралитет. В Polandball история Швеции часто связана с историей Дании и Норвегии. Среди повторяющихся тем можно выделить Кальмарскую унию, Шведско-норвежская уния и игривое враждебное соперничество между Швецией и Данией. Финляндия также часто упоминается в комиксах со Швецией.

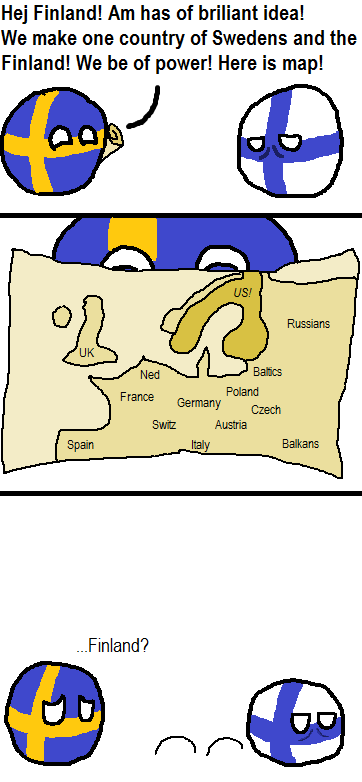
Комикс Countryballs, высмеивающий Швецию и Финляндию

В некоторых комиксах Швеция может идентифицироваться как гомосексуальная страна, в целом часто представляет или символизирует представителей ЛГБТ-сообщества. Этот стереотип, вероятно, отчасти является результатом исторической международной репутации Швеции в области сексуальности. С 1950-х и до 1970-х годов Швеция считалась сексуально открытой, неразборчивой в связях и приветствующей ЛГБТ страной, которая была в авангарде так называемой сексуальной революции. Тему ЛГБТ можно проследить в постах, которые не только комично раскрывают шведский гомосексуализм, но и показывают последствия шведской иммиграционной политики в связи с миграционным кризисом беженцев 2015 года. Комиксы специально приписывают беженцам те же намерения — вторгаться и разрушать, — что и викингам.
В одном из видеокомиксов среди кантрибольных ЛГБТ-активистов показаны Партия зелёных, «Феминистская инициатива» и некий хипстер, который приветствует группу иммигрантов плакатом с надписью «Добро пожаловать, беженцы». Кантриболы и хипстер имеют нелепые атрибуты — у «Феминистской инициативы» есть щетина, у Партии зелёных — потрёпанная шапка, а вокруг хипстера летает рой мух.
Что касается шаров, изображающих беженцев в Швецию, то все они обычно изображаются вооружёнными с саблями или автоматами.